# Túl a csúcson (South Park)
A Túl a csúcson (The Losing Edge) a South Park című rajzfilmsorozat 130. része (a 9. évad 5. epizódja). Az Amerikai Egyesült Államokban 2005. április 6-án, Magyarországon pedig 2007. augusztus 10-én mutatták be.

## Cselekmény
|  | Alább a cselekmény részletei következnek! |

A South Park-i gyerekek részt vesznek az Ifjú Liga Baseball Bajnokságon, de már nagyon unják a játékot, csupán a szüleik lelkesedése miatt játszanak. Amikor megnyerik az utolsó meccset, azt hiszik, vége a szezonnak, azonban hamar kiderül, hogy tovább kell játszaniuk az állami bajnokságokon is. Ekkor úgy döntenek, szándékosan veszítenek, de ellenfeleik legalább annyira utálják a baseballt, mint ők, így balszerencséjükre mindig nyernek.
Eközben Stan Marsh apja, Randy a „balhés apuka” szerepben tűnik fel a mérkőzéseken, azaz részegen provokálni kezdi az ellenfél valamely játékosának apját, összeverekszik vele, végül mindig a rendőröknek kell elvezetniük. Amikor azonban szembetalálja magát a Denver szurkolóinak bajkeverőjével, Tom Nelsonnal, vagyis a Denevér Faterral (aki lila, Batman-szerű jelmezt visel és sokkal nagyobb nála), Randy megrémül és úgy dönt, nem megy el fia meccsére. Mivel nagy a tét – ha a South Park-i csapat legyőzi a Denvert, az egész nyarat a nemzeti bajnokságon kell töltenie – Kyle meghívja unokatestvérét, Kyle Schwartzot a csapatba, akinek közismerten nincs érzéke semmilyen sporthoz. Az ellenfél azonban mesteri szintre fejlesztette a meccs elvesztésének művészetét, így a South Park nyerésre áll. Ekkor lép színre Randy, aki sértegetni kezdi a Denver csapatát, majd összeverekszik Denevér Faterral. A bírák közlik, hogy aki folytatja a küzdelmet, annak a csapatát kizárják a versenyből – Stan és a többiek biztatni kezdik Randyt, akinek sikerül kiütnie Denevér Fatert, így a South Park-i csapatot kizárják és a Denver jut tovább. Randyt a rendőrök megbilincselve elvezetik, de Stan közli vele, hogy „te vagy a legnagyobb”.

## Utalások
- Az epizódban számos utalás történik a Rocky című filmre és annak folytatásaira:
  - Randy bevallja feleségének, hogy fél az ellenfelétől, hasonlóan, mint Rocky a Rocky III. című filmben; a jelenet, amikor Randy meglátogatja a stadiont, a Rocky első részét idézi fel (Rocky a filmben a közelgő bokszmérkőzés helyszínére megy el).
  - Miközben Randy a meccs előtt gondolkodik, majd amikor kiüti Denevér Fatert, illetve a South Park-i csapat elveszti a meccset, a háttérben a Rocky filmek Bill Conti által írt zenéi hallhatók.
  - Randy hasonló szürke melegítőt visel, mint Rocky a Rocky II. és Rocky III. részben, valamint a Rocky Balboa című filmben.
  - Randy korán reggel felkel, feltör pár tojást, de végül ahelyett, hogy Rockyhoz hasonlóan meginná, inkább rántottát csinál belőlük.
  - Az utolsó jelenet, melyben Denevér Fater kiüti Randyt, megegyezik a Rocky V. fináléjával. Az idős férfi, akit a földön fekvő Randy lát, utalás Mickey Goldmillre, Rocky edzőjére. Amikor Randynek sikerül felkelnie, pontosan azt mondja, amit Rocky mondott ellenfelének, Tommy Gunnak: „…Én nem hallottam a gongot”.
- Az epizód alatt Joe Esposito „You're the Best” című dalának némileg módosított változata hallható. Ez a zeneszám a Karate kölyök című film betétdala volt.

## Érdekességek
- Kenny az epizód során végig csuklya nélkül látható.
- Az epizódban megváltozott Jimmy-nek az 5. évad óta állandó szinkronhangja.